# 日野霊瑞
日野 霊瑞（ひの れいずい、文政元年（1818年）8月10日 - 明治29年（1896年）5月13日）は、幕末から明治にかけて活躍した浄土宗僧侶。関東十八檀林・義重山大光院新田寺第63世、大本山増上寺第71世・第73世（再任）、浄土宗総本山知恩院第77世門跡。

## 経歴
以下の経歴は浄土宗大辞典による
- 文政元年(1818年)8月10日 - 信濃国松代藩の郷士・丸山正信の嫡子として現在の長野市篠ノ井布施高田にて誕生。
- 文政8年(1825年) - 7歳の時、川中島の蓮香寺住持・斉譽仁説のもとで出家、以後「順説」と称す。
- 文政12年(1829年) - 増上寺へ入寺し、慈専寮にて学ぶ。改名し「霊瑞」と名乗る。その後、念成(増上寺第61世)や徳翁(増上寺第62世)から五重・両脈の奥儀を受ける。
- 天保8年(1837年) - 諸宗修学のために京都へ向かう。同年、大納言・日野資愛の猶子となり「徳善院」と名乗る。
- 弘化2年(1845年) - 江戸に帰り、増上寺学寮主に就任。
- 文久2年(1862年) - 増上寺学頭職に就任。同年10月、生実大巌寺に晋山。
- 明治5年(1872年) - 教部省設置により大講義拝命。同年、太田大光院(第63世)に晋山。その後、権大教正へ昇格。
- 明治9年(1876年)3月 - 増上寺に晋山(第71世)。同年4月1日、浄土宗管長に就任。また、大光院の参拝講である「故信講」を結成。[1]
- 明治10年(1877年) - 浄土宗内での東西分裂をめぐる内紛などの複雑な問題が相次いで発生し、増上寺法主を辞任。
- 明治20年(1887年) - 内紛を平定し新しい浄土宗制の確立に尽力したことを賞されて浄土宗管長事務取扱となっていた吉水玄信が5月に増上寺に晋山(第72世)したが、7月に急死したために第73世として再任。
- 明治21年(1888年)6月 - 総本山知恩院に晋山(第77世)し、浄土宗管長と知恩院門跡を兼任。以後、多額の負債を返済のため、全国各地に自ら赴いて教化を行い財政状況を回復。
- 明治21年(1888年)11月 - 浄土宗愛知支校(現：東海中学校・高等学校)を設立。[2]
- 明治27年(1894年)-明治28年(1895年) - 日清戦争が勃発した際は一宗を挙げての国家への協力を仰ぎ、自分自身も兵士への慰問等の社会福祉事業を積極的に行う。
- 明治29年(1896年)5月13日 - 三重県巡教ならびに伊勢神宮参拝の途中で病革まり、三重県津市の西称寺にて遷化。享年79歳。

法名「麟蓮社大僧正鳳譽上人龜阿眠龍靈瑞大和尚」

## 著作
- 『開山呑龍上人傳』日野霊瑞著・今井霊専編  明治11年（1878年）
- 『報恩教話』浄土宗臨時賑恤部編  明治27年（1894年）[3]